# Pornomiseria
El cinema de porno-misèria o cinema miserabilista (també conegut com a pornomiserabilismo) és un gènere de cinema llatinoamericà denominat així en el Manifest de la porno-misèria (1978) dels cineastes colombians Luis Ospina i Carlos Mayolo del Grup de Cali.

## Història i origen del terme
A la dècada de 1970, Colòmbia, Mèxic i Veneçuela van aconseguir «commocionar els grans festivals de cinema d'⁣Europa amb pel·lícules descarnades que elevaven a protagonistes les misèries de la gent, la vida dels marginals, els nens del carrer, les activitats del narcotràfic, la indiferència i la corrupció polítiques», segons Omar Khan del diari El País, considerà que «la pornomiseria fou l'última gran repercussió internacional del cinema llatinoamericà en general, i del colombià en particular».
Tot i l'èxit comercial i crític del cinema de pornomiseria «lloat en fòrums intel·lectuals com a denúncia social artística», a Colòmbia va sorgir un corrent advers, ja que el Grup de Cali, recolzats per un sector de la crítica, «van assenyalar que els seus realitzadors eren burgesos que treien benefici i llustraven els seus cognoms en marquesines i els era totalment aliena», segons Khan.
Ospina i Mayolo van fer un curtmetratge, Agarrando pueblo (1977), un fals documental que parodiava el gènere a manera de crítica. Segons Irene Tello Arista, «explota la misèria humana com a eina narrativa». En aquest, «s'entreveu el desvergonyiment d'uns documentalistes que busquen sigui com sigui filmar escenes de persones en situació de sensellarisme i d'escassos recursos per generar un producte vendible a l'estranger», afegint que «la força d'aquesta pel·lícula i d'aquest terme és que descriu a la perfecció la fascinació de certes narratives per observar des d'una còmoda llunyania la misèria humana».
Raúl Camargo, director del Festival de Cinema de Valdivia, a Xile, va declarar que, per al 2022 Llatinoamèrica és una regió representada a través d'«històries de gent que està als marges», fent una crida a lluitar contra «certa tendència a la pornomisèria al cinema». Segons ell, el públic s'ha «acostumat a un cinema que se solaça amb el càstig els personatges marginals, un cinema on aquests no tenen cap possibilitat de redempció, ni tan sols possibilitats d'amor. El que tenen és un final violent davant d'una vida violenta».